# Željko Milinovič
Željko Milinovič (* 12. říjen 1969) je bývalý slovinský fotbalista.

## Reprezentace
Željko Milinovič odehrál 38 reprezentačních utkání. S slovinskou reprezentací se zúčastnil Mistrovství světa 2002.

## Statistiky
| Slovinsko | Slovinsko | Slovinsko |
| Roky      | Záp.      | Góly      |
| --------- | --------- | --------- |
| 1997      | 1         | 0         |
| 1998      | 2         | 0         |
| 1999      | 9         | 0         |
| 2000      | 11        | 2         |
| 2001      | 8         | 1         |
| 2002      | 7         | 0         |
| Celkem    | 38        | 3         |